# Paraskiewas Badzawalis
Paraskiewas Badzawalis (gr. Παρασκευάς Μπάτζαβαλης, Paraskevás Bátzavalis; ur. 25 listopada 1994) – cypryjski lekkoatleta, który do 2018 roku reprezentował Grecję, specjalizujący się w rzucie oszczepem.
W sezonie 2011 bez sukcesów startował w mistrzostwach świata juniorów młodszych oraz olimpijskim festiwalu młodzieży. Finalista mistrzostw Europy juniorów (2013) oraz młodzieżowych mistrzostw Europy (2015). Odpadł w eliminacjach na mistrzostwach Europy w Amsterdamie (2016). W 2019 zdobył dla Cypru brąz podczas igrzysk małych państw Europy.
Medalista mistrzostw Grecji, mistrzostw śródziemnomorskich U23 oraz mistrzostw krajów bałkańskich. Reprezentant Grecji w pucharze Europy w rzutach i drużynowych mistrzostwach Europy.
Rekord życiowy: 85,95 (20 lipca 2016, Teby).

## Osiągnięcia
| Rok  | Impreza                                    | Miejsce                    | Lokata            | Wynik         |
| ---- | ------------------------------------------ | -------------------------- | ----------------- | ------------- |
| 2011 | Mistrzostwa świata juniorów młodszych      | Metropolia Lille           | el. – 16. miejsce | 65,40 (700 g) |
| 2011 | Olipijski festiwal młodzieży Europy (EYOF) | Trabzon                    | el. – 14. miejsce | 61,83 (700 g) |
| 2013 | Mistrzostwa Europy juniorów                | Rieti                      | 9. miejsce        | 67,84         |
| 2015 | I liga drużynowych mistrzostw Europy       | Heraklion                  | 4. miejsce        | 73,08         |
| 2015 | Młodzieżowe mistrzostwa Europy             | Tallinn                    | 6. miejsce        | 78,43         |
| 2016 | Mistrzostwa Europy                         | Amsterdam                  | el. – 22. miejsce | 77,86         |
| 2017 | Puchar Europy w rzutach                    | Las Palmas de Gran Canaria | 3. miejsce        | 78,40         |
| 2019 | Igrzyska małych państw Europy              | Bar / Budva                | 3. miejsce        | 71,38         |
| 2019 | Uniwersjada                                | Neapol                     | el. – 17. miejsce | 66,92         |